# آلفرد دلپ

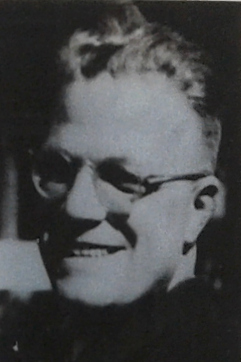
پدر آلفرد دلپ عضو تأثیرگذار گروه مقاومت کرایسا یکی از گروه‌های مقاومت آلمانی فعال در داخل آلمان نازی بود.

آلفرد فریدریش دلپ (۱۵ سپتامبر ۱۹۰۷-۲ فوریه ۱۹۴۵)کشیش و فیلسوف آلمانی یسوعی و عضو گروه مقاومت کرایسا بود. او به عنوان یک شخصیت برجسته در مقاومت کاتولیک در برابر نازیسم شناخته می‌شود. دلپ به اشتباه در کودتای ۲۰ ژوئیه ۱۹۴۴ برای سرنگونی آدولف هیتلر دخیل شناخته شد و دستگیر و به مرگ محکوم شد. او در سال ۱۹۴۵ اعدام‌شد.